# Інтернаціональний стадіон (Амман)
Інтернаціональний стадіон Аммана араб. ستاد عمان الدولي) — стадіон у місті Аль-Хусейн, Амман, Йорданія. Побудований у 1964 році, відкритий у 1968 році. Він належить уряду Йорданії та керується Вищою радою молоді. Це також домашній стадіон національної футбольної збірної Йорданії та СК «Аль-Файсалі». Зараз він вміщує 17 619 глядачів.

## Використання

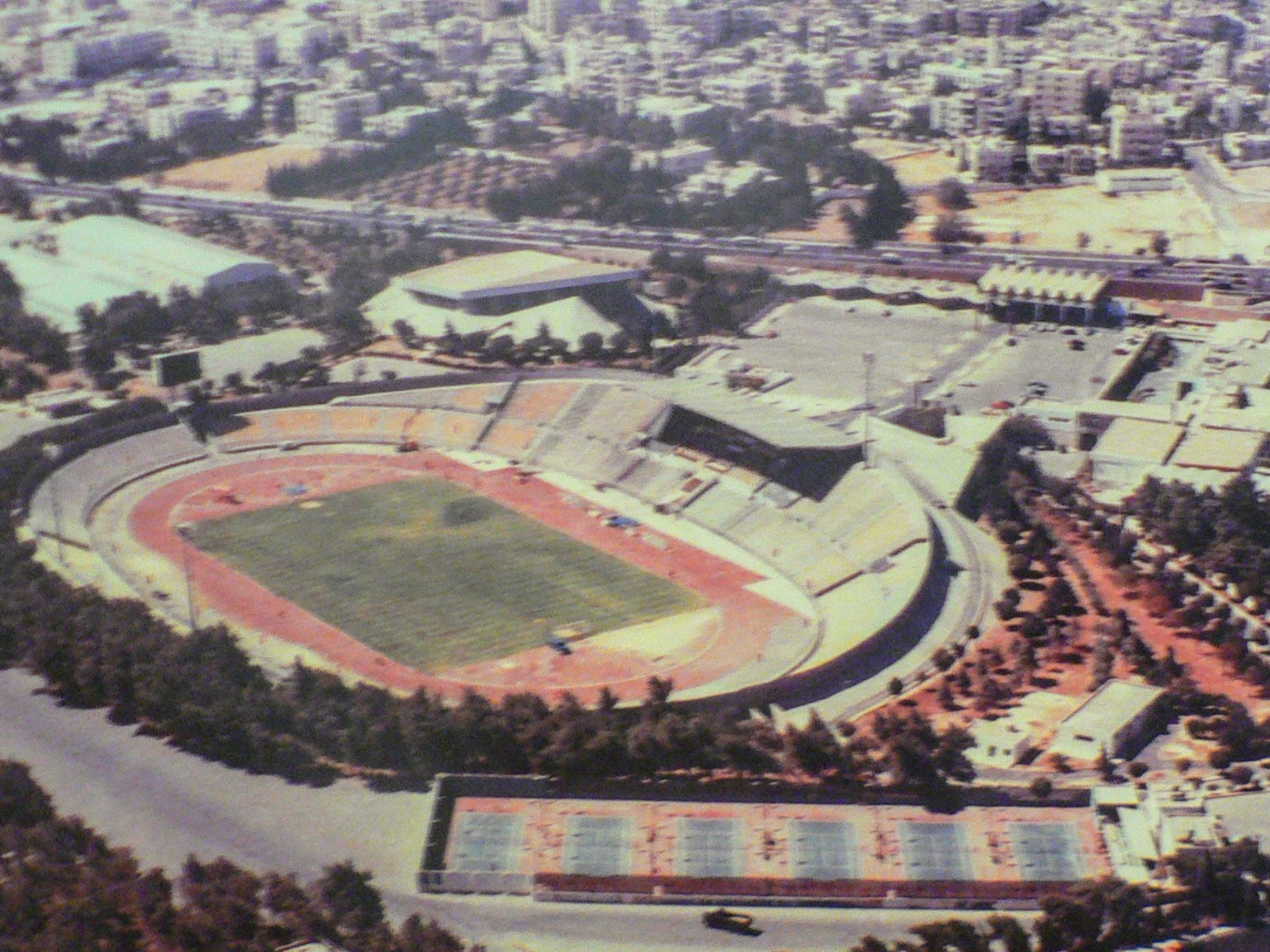
Вид з повітря на Міжнародний стадіон Аммана.

Окрім домашніх ігор Йорданії, на стадіоні проводяться інші ігри йорданського футболу, зокрема Йорданської Про-Ліги, Кубку Йорданії з футболу, Jordan FA Shield та Суперкубку Йорданії з футболу.
Він також приймав інші турніри, такі як Кубок арабських націй 1988, Кубок володарів кубків арабських країн 1996, Панарабські ігри, Чемпіонат Арабської Республіки з легкої атлетики Чемпіонат WAFF серед жінок 2005, Чемпіонат арабських країн з легкої атлетики 2007, Чемпіонат WAFF серед жінок, 2007 Чемпіонат WAFF, Фінали Арабської Ліги чемпіонів 2006–07, Фінал Кубка АФК 2007, Чемпіонат Азії з легкої атлетики 2007, Чемпіонат WAFF 2010 та ігри Чемпіонату світу з футболу U-17 серед жінок 2016 серед багатьох інших.